# Маньки (Черниговская область)
Маньки́ (укр. Маньки́) — село Репкинского района Черниговской области Украины. Население 167 человек.
Код КОАТУУ: 7424484209. Почтовый индекс: 15043. Телефонный код: +380 4641.

## Власть
Орган местного самоуправления — Малиновский сельский совет. Почтовый адрес: 15043, Черниговская обл., Репкинский р-н, с. Малиновка, ул. Центральная, 22, тел. 4-41-10, факс 4-41-10.